# Pencil
Pencil è un software di animazione grafica 2D per Mac, Windows, Linux e BSD.
Pencil usa un'unica interfaccia di disegno bitmap e vettoriale per produrre semplici grafici 2D ed animazioni.
Pencil è scritto in C++ ed utilizza Qt. È distribuito con licenza GNU General Public License. 
Il nucleo del programma si chiamava "Pencil Planner" ed è stato poi migliorato principalmente da Pascal Naidon.